# IC 3660
IC 3660 је појединачна звијезда у сазвјежђу Береникина коса која се налази на листи објеката дубоког неба у Индекс каталогу.
Деклинација објекта је + 21° 5' 35" а ректасцензија 12h 41m 36,8s.